# اپیزود
اپیزود یا قسمت یا بخش (به فرانسوی: épisode) در هنرهای نمایشی، به معنای بخشی از یک کار مانند سریال‌های تلویزیونی یا رادیویی است. قسمت یا بخشی، دنباله‌دار از کل کار، شبیه به یک فصل از یک دفتر است. اپیزود، نمایش‌های کوتاه و مستقل است که ارتباط معنایی و مضمونی با یکدیگر دارند و دارای عنوان واحدی هستند. این اصطلاح گاهی به آثار بر اساس فرم‌های دیگر از رسانه‌های جمعی نیز اشاره دارد، مانند جنگ ستارگان اپیزود اول: تهدید شبح که به معنای نسخه اول فیلم است.
هم‌چنین در سوگنامه‌های کلاسیک، هریک از قسمت‌های پنجگانهٔ که با سرود و پایکوبی گروه هم‌سرایان از هم تفکیک می‌شد را اپیزود می‌نامیدند.
همچنین، در مطالعات اقتصادی از آن برای تقسیم هر مرحله از فروش استفاده می‌شود.